# Larnax sachapapa
Larnax sachapapa är en potatisväxtart som beskrevs av A.T. Hunziker. Larnax sachapapa ingår i släktet Larnax och familjen potatisväxter. Inga underarter finns listade i Catalogue of Life.